# Словашка консервативна партия
Словашка консервативна партия (на словашки: Slovenská konzervatívna strana), (до 2018 г. Мрежа (на словашки: Sieť) е центристка политическа партия в Словакия.

## История
Партията е основана на 12 юни 2014 г. от Радослав Прохазка, напуснал „Християндемократическото движение“. Според тогавашните проучвания, получава подкрепата на над 10% от избирателите, на второ място след „Посока - социална демокрация“, и се очаква да е основна дясноцентристка партия след парламентарните избори от 2016 г.
Партията получава само 5,6% от гласовете и 10 места в парламента. Ниската подкрепата за „Мрежа“ е една от многото изненади на изборите. Партията става част от управляващата коалиция, водена от „Посока – социална демокрация“, което води до разцепление и загуба на подкрепа и напускане на членове, включително трима депутати. „Мрежа“ се срива до 1% в анкетите. Прохазка е заменен от Роман Брецели през август 2016 г.
Премиерът Роберт Фицо обявява на 19 август, че министрите на Мрежа ще подадат оставки и партията ще бъде интегрирана в една от другите коалиционни партии. През януари 2017 г. Мрежа обявява, че ще бъде интегрирана в Европейската демократична партия.
Когато Радослав Прохазка решава да се оттегли от лидерството си, Мрежа губи още един депутат. Прохазка е заменен от Сузана Сименова, която решава да бъде независима. На 3 май 2017 г. Мрежа загубва и последния си депутат.
Роман Брецели подава оставка като лидер на партията на 10 май 2017 г. Марек Чепко става временно изпълняващ длъжността лидер. На 10 септември 2017 г. за нов лидер е избран Иван Сузула.
Мрежа заявява през юни 2018 г., че ще промени името си на Словашка консервативна партия. Името е променено на 4 юли 2018 г.

## Лидери
- Радослав Прохазка: (2014 – 2016)
- Роман Брецели: (2016 – 2017)
- Иван Сузула: от 2017 г.